# Napoli 24
Napoli 24 è un film-documentario corale del 2010 scritto e diretto da registi napoletani conosciuti e non che raccontano, attraverso 24 episodi, la vita a Napoli.
Il film è stato presentato nel 2010 al Torino film festival ed è uscito nelle sale venerdì 11 maggio 2012.

## Trama
La città di Napoli viene raccontata attraverso 24 corti che ne sottolineano la complessità, gli sguardi e i personaggi.

## Episodi
- Prima di Napoli (Giovanni Cioni)
- Naufragio (Bruno Oliviero)
- Omicidio (Gianluca Jodice)
- Battiti d'occhio (Diego Liguori)
- San Gennaro (Roberta Serretiello)
- Neoborbonici (Luca Martusciello)
- My Madre (Nicolangelo Gelormini)
- Oggi sposi (Guido Lombardi)
- Fiori (Mariano Lamberti)
- È nata Maria Francesca (Andrej Longo)
- Non è un paese per ragazzini (Mario F. Martone; Stefano Martone)
- Domani (Fabio Mollo)
- La base (Mario Spada)
- Rettifilo (Pietro Marcello)
- Linea 1 (Andrea Canova)
- Èl (Lorenzo Cioffi)
- Scarpatiello (Massimiliano Pacifico)
- Porta Capuana (Marcello Sannino)
- Mangianapoli (Federico Mazzi)
- Abbash a' Gaiola (Vincenzo Cavallo)
- Il perimetro (Gianluca Loffredo)
- Poggioreale (Daria D'Antonio)
- La Grancassa (Ugo Capolupo)
- La Principessa di Napoli (Paolo Sorrentino)